# Saša Prokofjev
Saša Prokofjev (eigentlich Aleksandra Prokofjev; * 28. November 1971 in Ljubljana) ist eine ehemalige slowenische Sprinterin.
1997 und 2003 wurde sie slowenische Meisterin über 100 m, 2000 über 200 m. In der Halle holte sie von 2000 bis 2002 dreimal in Folge den nationalen Titel über  60 m.
Bei den Olympischen Spielen 2000 in Sydney gehörte sie zur slowenischen Mannschaft in der 4-mal-400-Meter-Staffel, die im Vorlauf ausschied.
2002 wurde sie bei den Leichtathletik-Halleneuropameisterschaften in Wien Sechste über 60 m.
Am 13. August 2003 wurde sie bei einer Dopingkontrolle positiv auf Stanozolol getestet und wegen dieses Verstoßes gegen die Dopingbestimmungen für zwei Jahre gesperrt.

## Persönliche Bestleistungen
- 60 m (Halle): 7,26 s, 26. Februar 2000, Gent
- 100 m: 11,41 s, 9. August 2003, Nova Gorica
- 200 m: 23,71 s, 16. Juli 2000, Kranj
- 400 m: 54,94 s, 14. August 2000, Ljubljana